# Krater von Derweze
Koordinaten: 40° 15′ 9″ N, 58° 26′ 22″ O

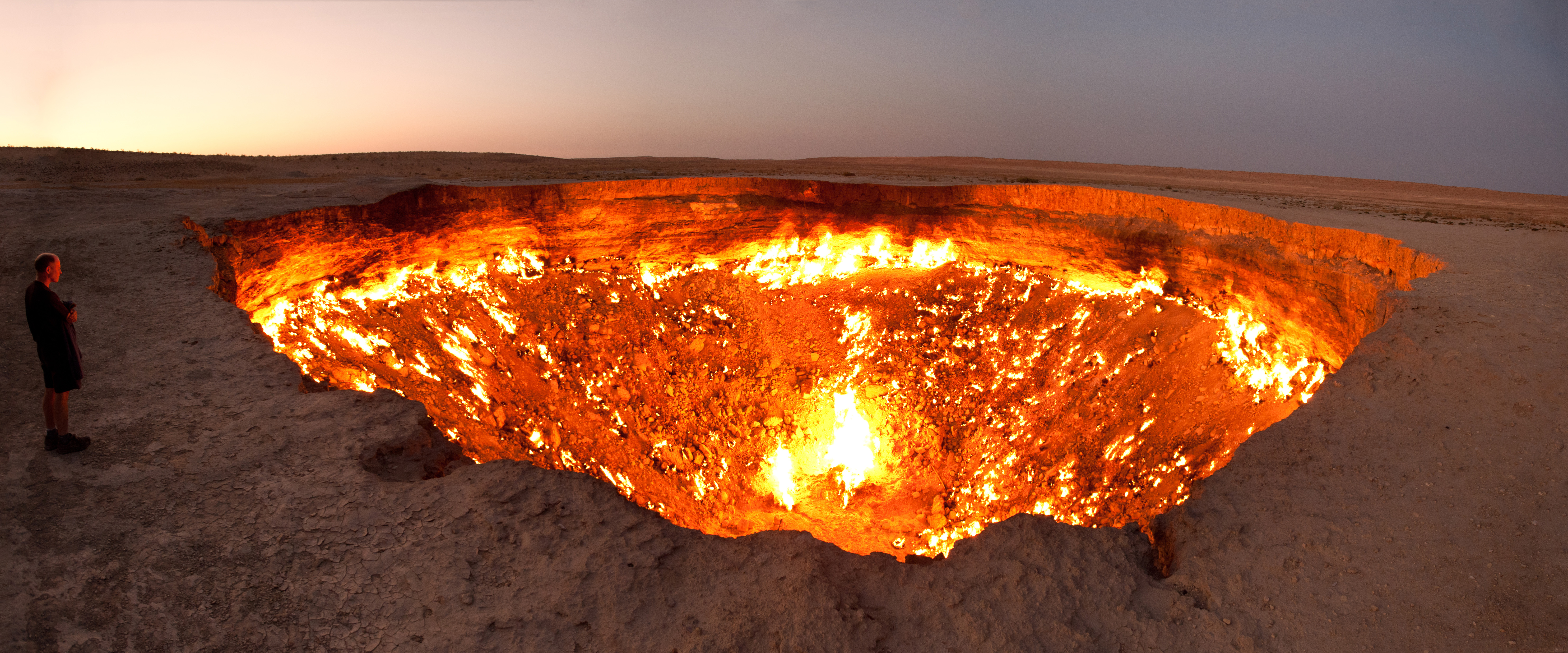
Panoramablick des Kraters (2011)

Der Krater von Derweze befindet sich nahe der Ortschaft Derweze in Turkmenistan in der Wüste Karakum. In ihm verbrennt seit mehreren Jahrzehnten unkontrolliert ausströmendes Methan. Er hat einen Durchmesser von etwa 69 m und eine Tiefe von etwa 30 m. Einheimische gaben ihm den Namen Tor zur Hölle (turkmenisch jähenneme açylan gapy, russisch Врата Ада Wrata Ada oder Дверь в преисподнюю Dwer w preispodnjuju).
Am 8. Januar 2022 gab der turkmenische Präsident Gurbanguly Berdimuhamedow bekannt, dass das Feuer gelöscht werden soll. Zur Begründung wurden Umweltargumente, gesundheitliche Bedenken und das Ziel eines verstärkten Erdgas-Exports genannt. Seither wird nach Experten gesucht, die den Brand löschen können.

## Entstehung

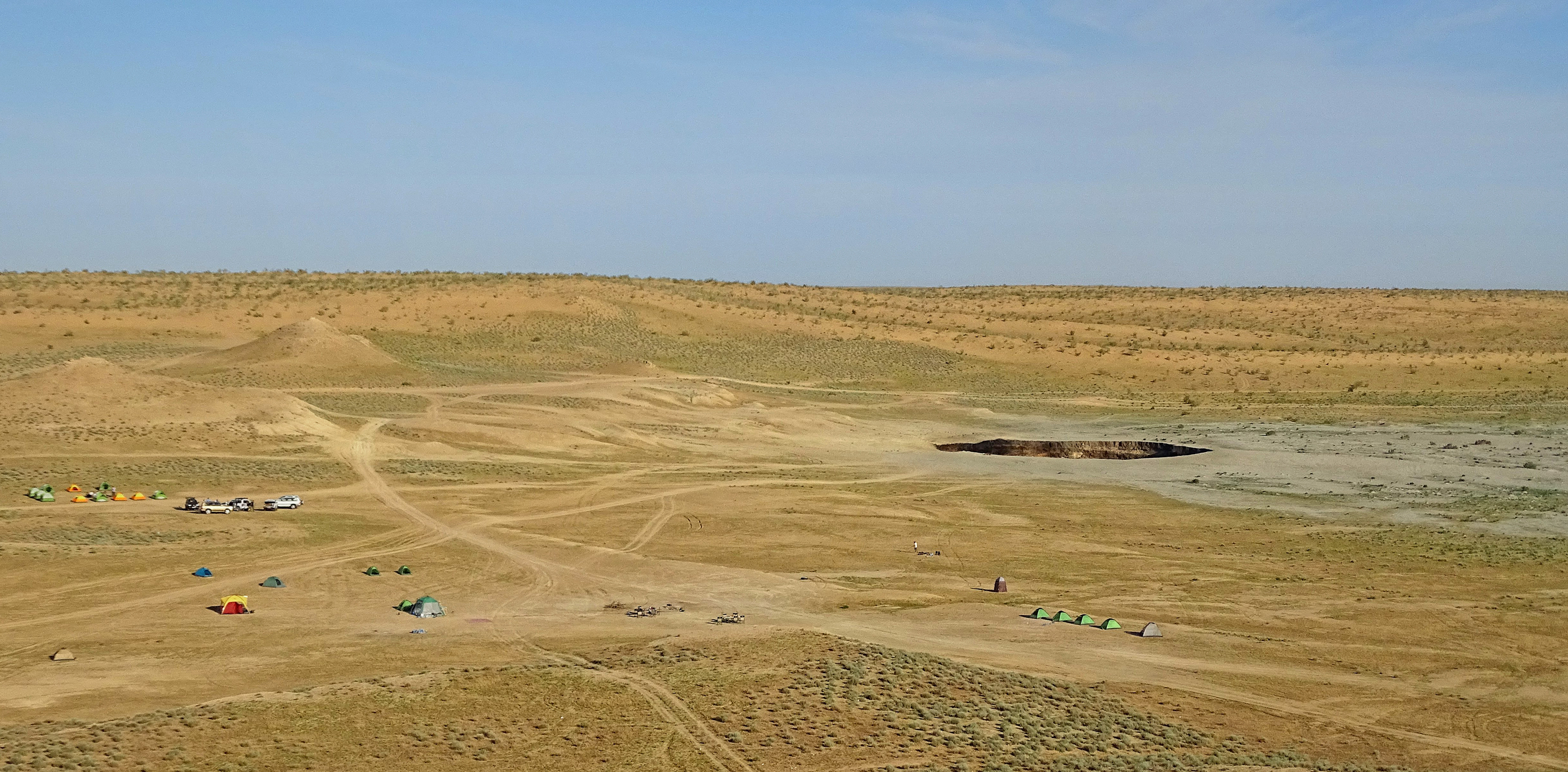
Der Krater in Derweze mit Umgebung 2015.

Wie es zur Bildung des Kraters und zum Ausbruch des Brandes kam, ist umstritten. Die am weitesten verbreitete These lautet, dass Geologen auf der Suche nach Erdgas (Exploration) im Jahr 1971 zufällig während einer Testbohrung eine unterirdische Höhle entdeckten und es dabei zu Komplikationen kam. Da in der Sowjetunion Fehlschläge verschwiegen wurden und zudem alles, was mit Rohstoffen im Zusammenhang stand, als strategisches Staatsgeheimnis angesehen wurde, existieren keine Akten über den Vorfall bzw. wurden bisher nicht aufgefunden (Sperrfrist).
Nach dieser Theorie sei die Höhle während eines Bohrvorganges zusammengebrochen, wodurch ein 5350 m² großes Loch mit einer Tiefe von 30 Metern und einem Durchmesser von etwa 69 Metern entstand, in das die Bohranlage und Ausrüstung der Geologen fiel; die Geologen selbst wurden nicht verletzt. Es bestand die Befürchtung, dass giftiges Gas austreten würde, welches naheliegende Siedlungen gefährden könnte. Um dies zu vermeiden, wurde beschlossen, es anzuzünden (Gasfackel). Entgegen der ursprünglichen Hoffnung der Geologen verlosch das Feuer nicht nach einigen Tagen – sie unterschätzten das Volumen der Gasreserven –, sondern blieb weiterhin aktiv. In dem erdgasreichen Gebiet gab es zudem nicht die Notwendigkeit, diesen Krater zur Erdgasförderung erschließen zu müssen. Dies hätte aufgrund des Einbruchs des Bodens und der enormen Hitze ohnehin viel Einsatz erfordert.
Eine andere These lautet, dass der Krater bereits Ende der 1960er Jahre entstanden sei und Gas und Schlamm gegurgelt habe, das Gas sei dann in den 1980er Jahren angezündet worden. Eine weitere Möglichkeit ist, dass der Krater zufällig und natürlich entstand, womöglich durch einen Blitzeinschlag.

## Umweltaspekte und Erdgasproduktion
Neben dem Auffangen des Methans ist das Verbrennen sicherer und umweltfreundlicher als ein Ausströmenlassen in die Atmosphäre, da Methan ein deutlich höheres Treibhauspotential hat als sein Verbrennungsprodukt Kohlenstoffdioxid.
{\displaystyle \mathrm {CH_{4}+2\,O_{2}\rightarrow CO_{2}+2\,H_{2}O} \qquad \Delta H_{S}=890{,}4\;\mathrm {kJ\cdot mol^{-1}} }
Da Turkmenistan die Erhöhung seiner Erdgasproduktion beabsichtigte, besuchte Staatspräsident Gurbanguly Berdimuhamedow im April 2010 den Krater und ordnete an, dass dieser geschlossen werden solle oder andere Maßnahmen ergriffen werden sollten, um den Einfluss auf die Entwicklung anderer Erdgasfelder in der Umgebung zu reduzieren.

## Forschung
Im November 2013 sammelte der kanadische Abenteurer George Kourounis vom Boden des Kraters Proben zu Forschungszwecken. Es dauerte eineinhalb Jahre, die Expedition vorzubereiten: ein hitzebeständiger, mit einem Atemschutzgerät versehener Anzug wurde hergestellt, Genehmigungen wurden eingeholt und ein Forschungsteam zusammengestellt. Finanziell wurde das Vorhaben unter anderem von der National Geographic Society unterstützt.
Dem in den Krater abgeseilten Kourounis gelang es, neuartige extremophile Organismen zu finden, die bei den hohen Temperaturen am Boden des Kraters überleben können. Die Entdeckung war auch für die Astrobiologie von Bedeutung, weil sie außerirdisches Leben auf Planeten außerhalb des Sonnensystems, die ähnliche Bedingungen wie auf dem Kraterboden aufweisen, als möglich erscheinen lässt.

„Ich würde es das Kolosseum des Feuers nennen: Wo immer du hinschaust, gibt es überall Tausende kleiner Fackeln. Und das Geräusch ist wie das eines Düsentriebwerkes, dieses dröhnende Hochdruck-Geräusch des brennendem Gases. Und kein Rauch ist zu sehen.“

## Tourismus
Der Derweze-Krater ist öffentlich zugänglich, jedoch schwer erreichbar und zu finden, weil es keine Straßenschilder gibt und die Anreise beschwerlich ist. Da der Krater dennoch Touristen in das Land lockt, hat man in den 2010er-Jahren angefangen, den Ort aktiv zu bewerben. Anfang 2022 wurde allerdings von der turkmenischen Regierung beschlossen, die Tourismusattraktion zu stoppen.